# Det Store Enhedsparti
Det Store Enhedsparti (Tyrkisk: Büyük Birlik Partisi – BBP) er et ultranationalistisk politisk parti i Tyrkiet.
Partiet opstod som en udbrydergruppe af Det Nationalistiske Aktionsparti (Milliyetçi Hareket Partisi), under partiformanden Devlet Bahçeli's forsøg på at rense partiet for dets anti-kapitalistiske og anti-vestlige elementer samt frigøre sig fra partiets tilhørende militante ungdomsgruppe "Ülkü ocakları" og endelig de islamist-nationalistiske elementer. Det var de sidstnævnte elementer, der dannede Det Store Enhedsparti, med Muhsin Yazıcıoğlu i spidsen.